# Szomatoinfra
A szomatoinfra egy egészség diagnosztikai módszer, ami a fejlesztői szerint a test hőenergia vizsgálata révén képes az emberi szervezetben zajló kóros elváltozások felismerésére.
Ezek a kóros elváltozások a  vizsgálat időpontjában más módszerrel nem kimutathatók. 
A módszerről fellelhető információk jelentős része vagy a szomatoinfra üzemeltetőitől vagy fejlesztőitől származnak. 
Létezik egy olyan elektromágneses sugárzási tartomány, amelyben az ember szakadatlanul sugároz, állandóan jelen van, jól lehet mérni, értékelni: ez az infravörös sugárzás. A fizika és az orvostudomány előretörésével szinte egy időben a XVII-XVIII. században felismerték az élő szervezet hőmérsékleti és élettani összefüggéseit. Kimutatták, hogy a hőmérséklet emelkedésére a szervezetben felgyorsulnak az élettani folyamatok, míg csökkenésére relatív inaktivitást mutatnak. Ez a kapcsolat fordítottan is igaz, magas anyagcseréjű szövetek és életfolyamatok hőt adnak le, míg az exoterm folyamatok hőelvonással járnak. Az élet minden folyamatában energiafelhasználás és -forgalom zajlik. Az energiaforgalom mindenkori mellékterméke a hő, annak felszabadulása vagy elvonása.
A módszer alapja az a fizikai törvényszerűség, hogy minden test, melynek hőmérséklete nagyobb, mint az abszolút nulla fok, magából elektromágneses hullámokat bocsát ki. Ennek oka, hogy a testet alkotó részecskék hőmozgást végeznek és rezgéseik következtében sugároznak. A jelenséget hőmérsékleti sugárzásnak is nevezik, melyet ha megvizsgálunk, azt tapasztaljuk, hogy ezen elektromágneses sugárzás legnagyobb része az infravörös tartományba esik. Ezért az infravörös sugárzást hősugárzásnak is szokták nevezni. Ezek a fizikai és biológiai törvényszerűségek képezik az alapját számos diagnosztikai vizsgálatnak, világszerte elfogadott és használt például a hadiiparban és az épületgépészetben. Egyre inkább teret hódít az orvostudományban is  (góckutatás).  
Az eddigi képalkotó technikák elsősorban morfológiai leírást és szemléletet képviselnek, ezzel szemben az infravörös képalkotás a szervezet metabolizmusáról ad információt. Mindebből következik, hogy a többi technika kiegészítőjeként illeszkedik a diagnosztikus vizsgálatok sorába, nem pedig azok helyettesítőjeként.
Az orvostudomány a termográfiát már az ókorban is használta, mikor a beteg embereket sárral bekenve a száradás helyét diagnosztikus értékűnek tartották.
A szervezeten belüli kórfolyamatok nemcsak kontakt-energiaátadás formájában adhatnak értékes jelet, hanem az idegrendszernek is jelentős szerepe van azáltal, hogy a viscerocutan reflexen (melyek szintén az autonóm idegrendszer részét képezik) alapuló Head-zónák jól ábrázolódnak, mélyben zajló folyamatokra hívhatják fel a figyelmet. Ilyen mechanizmussal figyelhető meg az összes fajta kivetülő fájdalom, dermatóma és autonóm diszfunkció is. A Head-zónák már a fájdalom megjelenése előtt jelentkeznek.

## A szomatoinfrás vizsgálat előnyei
- ártalmatlan (non-invaziv), semmilyen káros sugárzás nem éri az emberi szervezetet, hiszen az ember által kibocsátott infravörös sugárzást vizsgáljuk
- akárhányszor megismételhető, egyes irodalmi adatok szerint minimum három hónap teljen el a két vizsgálat között
- könnyen kivitelezhető
- gyors
- olcsó
- szenzitivitása kiváló
- specificitása betegségcsoportonként eltérő
- terhesek és gyermekek is vizsgálhatók a módszerrel

## Alkalmazási területek
- Általános állapot felmérésére (pl.: menedzserek és sportolók szűrése).
- Az emlő gyulladásos és tumoros elváltozásának korai felismerésére (35 év alatt is). (Lehetővé teszi az emlőrák korai felismerését, hamarabb, mint ahogy ez lehetséges lenne otthoni önvizsgálattal.) Minden életkorban alkalmazható, így az a korosztály is igénybe veheti, akiknek a mammográfiás vizsgálat a kora miatt nem javasolt (35év alatt ). A rendszeres (évenkénti) emlő termográfiás vizsgálat lehetővé teszi egy korai riasztást mammográfiára, ultrahang vizsgálatra.)
- Funkcionális zavarok detektálására (pajzsmirigy alul és túl működés stb.).
- Bőrbetegségek malignitási vizsgálatára.
- Gyulladásos kórképek felderítésére, góckutatásra

(pl.: arcüreg- homloküreg- és szájüreggyulladás, fog- és fogíny érintettség, nyirokcsomók, mandulák gyulladása, ízületek gyulladása, visszérbetegség stb.)
- Fájdalmak hátterének tisztázására (fejfájás, háti, derék és hasi fájdalmak, stb.).
- Neurológia: agyi áramlászavarok, perifériás idegrendszer zavarainak vizsgálatára (sérülés, gyulladás, neuropátia, lumboiscialgia, dermatómák, érzészavarok, paresis …)
- Mozgásszervi, ízületi károsodások felderítésére (reumás fájdalmak, köszvény, izom-, ínsérülések, PCP, gerinc deformitások, sympathicus refl exdistrophia).
- Rehabilitáció: nyomon követhetővé teszi terápiás beavatkozások, egyes daganatos betegségek, gyulladások, gerinc- és más ízületi problémák kezelésének eredményességét, gyógyszerek hatásosságát, sportsérülések diagnosztikáját és gyógyulását.
- Perifériás keringési zavar és lágyrész reumatizmus vizsgálatára (cukorbetegség, mélyvénás trombózis, golf-, teniszkönyök, fibromyalgia stb.).
- Szembetegségek tisztázására (íritis, hályog, Sjörgen-syn. stb.)
- Légúti tünetek tisztázására (asthma, allergia, COPD, tuberculosis…)

A fent felsoroltakból hazánkban a klinikumban csak emlő, pajzsmirigy, ízületi bántalmak és sportsérülések diagnosztikájában terjedt el ez a módszer, a többi terület tudományos háttérbe helyezése még folyamatban van.

## A vizsgálat
Vizsgálat előtt közvetlenül (1 órán belül) nem célszerű:
- sminkelni, arc- illetve testápoló termékeket használni
- nehéz fizikai munkát végezni, sportolni
- dohányozni, alkoholt, kávét fogyasztani, gyógyszert bevenni

## A vizsgálat menete
A vizsgálatot kellemes szobahőmérsékleten végzik. A páciensen csupán órája, ékszerei, és alsóneműje marad. A képek elkészítése kb. 10-15 percet vesz igénybe, melyet egy rövid konzultáció követ.

## Külső hivatkozások
- A Szomatoinfra startlapoldala
- Működő szűrőberendezés honlapja
- Interjú Szascky Mihállyal, a Szomatoinfra feltalálójával
- A Radiológiai Szakmai Kollégium állásfoglalása (2006. június 18.)
- Szomatoinfra.lap.hu - linkgyűjtemény